# Daredevil: Dark Nights
Daredevil: Dark Nights — ограниченная серия комиксов, состоящая из 8 выпусков, которую в 2013—2014 годах издавала компания Marvel Comics.

## Синопсис
Действие первой сюжетной арки происходит в Нью-Йорке, который завален снежной бурей. Сорвиголова должен вовремя добраться до умирающего пациента.

### Выпуски
| № | Название                                                | Дата выхода     | Оценка на Comic Book Roundup    | Предполагаемый объём продаж (первый месяц) |
| - | ------------------------------------------------------- | --------------- | ------------------------------- | ------------------------------------------ |
| 1 | Angels Unaware, Part One: Whiteout                      | 5 июня 2013     | 8,5 из 10 на основе 15 рецензий | 25 736, позиция в Северной Америке — 87    |
| 2 | Angels Unaware, Part Two: Hannah’s Heart, Hannah’s Hope | 3 июля 2013     | 8,3 из 10 на основе 8 рецензий  | 22 322, позиция в Северной Америке — 112   |
| 3 | Angels Unaware, Part Three: Change of Heart             | 7 августа 2013  | 8,1 из 10 на основе 6 рецензий  | 20 659, позиция в Северной Америке — 102   |
| 4 | A Man Named Buggit, Part One: What a Day                | 4 сентября 2013 | 7,8 из 10 на основе 5 рецензий  | 19 364, позиция в Северной Америке — 162   |
| 5 | A Man Named Buggit, Part Two: What a Night              | 2 октября 2013  | 6 из 10 на основе 1 рецензии    | 18 163, позиция в Северной Америке — 146   |
| 6 | In the Name of the King, Part One: First Things First   | 6 ноября 2013   | 7,2 из 10 на основе 6 рецензий  | 17 032, позиция в Северной Америке — 125   |
| 7 | In the Name of the King, Part Two: To Kill a King       | 4 декабря 2013  | 6 из 10 на основе 1 рецензии    | 15 996, позиция в Северной Америке — 132   |
| 8 | In the Name of the King, Part Three                     | 8 января 2014   | 6,1 из 10 на основе 2 рецензий  | 14 861, позиция в Северной Америке — 137   |

### Сборники
| Название               | Тип            | Дата выхода   | Собранный материал          | Кол-во страниц | ISBN                       | Предполагаемый объём продаж (первый месяц) |
| ---------------------- | -------------- | ------------- | --------------------------- | -------------- | -------------------------- | ------------------------------------------ |
| Daredevil: Dark Nights | Мягкая обложка | 12 марта 2014 | Daredevil: Dark Nights #1-8 | 192            | 978-0785167990, 0785167994 | 1 534, позиция в Северной Америке — 68     |

## Отзывы
На сайте Comic Book Roundup серия имеет оценку 7,2 из 10 на основе 44 рецензий. Бенджамин Бейли из IGN дал первому выпуску 8,5 балла из 10 и написал, что «нравится вам история или нет, нельзя отрицать, что красивая работа Уикса стоит одной лишь цены за обложку». Рецензент из Comic Book Resources писал, что «первый выпуск не столько неожиданный хит, сколько [просто] приятный [дебют]». Марк Бакстон из Den of Geek поставил первому выпуску 9 баллов из 10 и посчитал, что «это комикс, в котором лучшие создатели могут исследовать Сорвиголову без ограничений какой-либо захватывающей сюжетной линии, и в первом выпуске писатель/художник Ли Уикс в полной мере делает это». Рецензент из Comic Vine вручил дебюту 5 звёзд из 5 и назвал серию «прекрасной, захватывающей и душевной».